# Quest de Columbus
 (décembre 2023).
Si vous disposez d'ouvrages ou d'articles de référence ou si vous connaissez des sites web de qualité traitant du thème abordé ici, merci de compléter l'article en donnant les références utiles à sa vérifiabilité et en les liant à la section « Notes et références ».
Le Quest de Columbus (en anglais : Columbus Quest) est un ancien club franchisé américain de basket-ball féminin. Basée à Columbus en Ohio, la franchise a appartenu à l'American Basketball League de sa création en 1996 jusqu'à sa disparition le 22 décembre 1998.

## Historique
Le Quest est la seule équipe de l'ABL à avoir remporté le titre puisqu'il l'a fait durant les deux années où les finales ont pu se disputer.

## Palmarès
- Vainqueur de la ABL : 1997 et 1998.

## Entraîneurs successifs
- 1996-1998 :  Brian Agler

## Joueuses célèbres ou marquantes
- Nikki McCray
- Tonya Edwards
- Katherine Smith
- Valerie Still